# ابن الشاشي
وهو أحمد بن عبد الله بن محمد بن أحمد بن محمد الشافعي، أبو نصر المعروف بابن الشاشي، وكان مدرساً في المدرسة النظامية، وهي المدرسة التي أفتتحها الوزير السلجوقي نظام الملك في بغداد، والتي أفتتحت رسميا عام 459هـ/1067م، وتقتصر مناهجها على تعليم الفقه الشافعي، وعلم الكلام على طريقة الأشعري، وما يتبعهما من أصول وفروع، ولقد دَرَّسَ ابن الشاشي في المدرسة النظامية يوم الأثنين 17 ربيع الآخر عام 566هـ، وحضر عنده أرباب المناصب والفقهاء إلى أن عزل عن التدريس في رجب عام 569هـ. 
كما درَّسَ في المدرسة التتشية التي ذكرها ابن الجوزي البغدادي  في كتاب المنتظم في تاريخ الملوك والأمم في ذكر حوادث عام 564هـ، حيث قال: (وفي صفر سنة 564هـ، جلس ابن الشاشي للتدريس في المدرسة التتشية على شاطئ دجلة، بباب الأزج التي كانت بيد يوسف الدمشقي وحضر عندهُ جماعة من أرباب المناصب).
وابن الشاشي بغدادي المولد، وأحد المصنفين على المذهب الشافعي، ولقد تفقه على أبيه، وعلى يد الشيخ الحسن بن المبارك المعروف بابن الخل. وسمع الحديث النبوي من: أبي الوقت 

## وفاته

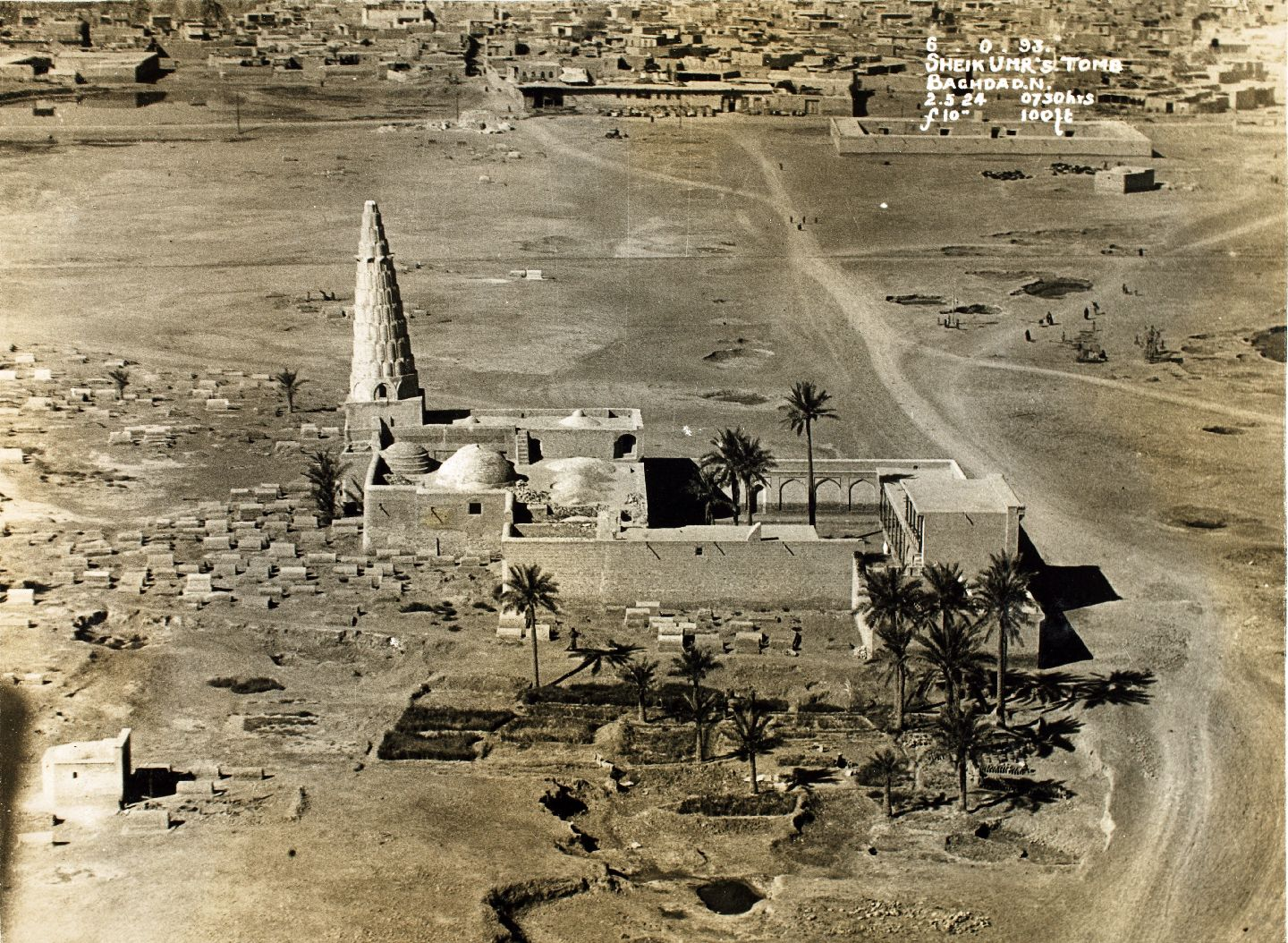
جامع الشيخ عمر السهروردي عام 1912 وبقايا المقبرة الوردية حيث دُفن ابن الشاشي

توفي في شوال عام 576 هـ/1181م، ودفن في المقبرة الوردية عند قبر شيخه أبي الحسن ابن الخل.